# Hrvatski kulturni centar Novi Sad
Hrvatski kulturni centar Novi Sad je kulturna ustanova Hrvata u Novom Sadu. Osnovan je 2013. godine. Smješten je u Bulevar Mihajla Pupina br. 25.
HKC organizira promocije knjige, književne večeri i vodi druge kulturne aktivnosti.

## Vanjske poveznice
- YouTube Hrvatski kulturni centar Novi Sad